# Терри (собака)
Терри (англ. Terry; 17 ноября 1933, Чикаго — 1 сентября 1945, Голливуд) — собака породы керн-терьер, снимавшаяся в голливудских фильмах с 1934 по 1945 год.
Родилась в Чикаго, а её дрессировкой занимался известный в Голливуде дрессировщик собак Карл Шпиц. На киноэкранах Терри появилась в шестнадцати фильмах, среди которых «Сияющие глазки» (1934), «Ярость» (1936), «Женщины» (1939) и «Квартал Тортилья-Флэт» (1942). Наиболее известной она стала после роли Тото, собаки Дороти (персонажа Джуди Гарленд) в знаменитом фильме Виктора Флеминга «Волшебник страны Оз» в 1939 году. За время съёмок Гарленд очень к ней привязалась и хотела взять её себе, но Карл Шпиц ей этого не позволил. За участие в этой картине Терри была назначена заработная плата в размере $ 125 в неделю, что превышало гонорары некоторых актёров. В 1939 году Терри присутствовала на премьере «Волшебника страны Оз» в театре Граумана, а в 1942 году из-за большой популярности фильма ей сменили кличку на Тото.
Терри умерла в возрасте 11 лет осенью 1945 года в Голливуде. Её похоронили на ранчо Шпица в Студио-Сити в Лос-Анджелесе. В 1958 году во время строительства шоссе Вентура её могила была уничтожена, а в 2011 году на кладбище Hollywood Forever в её честь был установлен памятный монумент.